# AMC: Astro Marine Corps
 (mai 2009).
Si vous disposez d'ouvrages ou d'articles de référence ou si vous connaissez des sites web de qualité traitant du thème abordé ici, merci de compléter l'article en donnant les références utiles à sa vérifiabilité et en les liant à la section « Notes et références ».
A.M.C.: Astro Marine Corps est un run and gun sorti en 1989. Le jeu a été développé par Creepsoft et édité par Dinamic.

## Système de jeu
A.M.C. est un jeu 2D à défilement horizontal en 2 phases (typiques des jeux espagnol), du même style que Gryzor. Dans la première phase, on incarne un commando qui est envoyé sur la planète DENDAR pour piéger le vaisseau des Death Bringers, les porteurs de mort. Il y a 11 ennemis différents qui iront à votre rencontre, et Krauer, le chef des Death Bringers qui protège le vaisseau et qui mesure 4 mètres de haut.
On commence le jeu avec un tir simple, puis l'armement s'étoffe au fil de la partie, on ramasse des armes de plus en plus puissantes. À noter que le contenu des caisses envoyées du ciel par le vaisseau Astro Marine peuvent être changé par les Death Bringers, on peut ainsi mourir étouffé par des plantes vertes carnivores.
La phase 2 du jeu vous emmène dans le vaisseau des Death Bringers qui vous dépose sur leur planète, et vous devez les exterminer dans un temps limité, et contient 13 ennemis différent et le Boss de fin, le grand roi Alien.

## Technique
- Les versions Amstrad CPC et ZX Spectrum K7 utilisent le système de chargement créé par Pablo Ariza nommé "Dinamic Poliload" qui fait que le jeu est fragmenté en 500 blocs de 131 octets dans le but d'empêcher le hacking du programme et sa reproduction[2].
- On reconnait facilement le système de chargement de K7 Poliload, car dès qu'un des micro-blocs est lu, la bordure de l'écran de l'amstrad CPC clignote en noir.
- La version Commodore 64 utilise un système équivalent mais appelé Visiload T1.
- La version Amiga utilise une protection dotée de pistes Atari ST à bits aléatoires (Flakey Bits[3]) sur les 2 disquettes du jeu. Une protection à bits aléatoires est constituée de pistes MFM spéciales, qui lorsque la routine de vérification les teste, renvoie un résultat différent à chaque lecture. Quand c'est une copie, le résultat renvoyé est toujours le même. La vérification de cette protection se produit à chaque changement de disquette dès que l'on change de niveau. Le jeu est installable sur disque dur sur A1200 ou 4000 par le biais du programme WHDLoad[4]. Grâce à WHDLoad, on peut lire dans le fichier ASM source du slave créé pour ce jeu présent dans l'archive [5] que la routine de vérification est cachée en profondeur dans plusieurs couches de compression logicielle dans le code programme du jeu. [réf. nécessaire]